# Emilios Solomou
Emilios Solomou, född  1971 i Nicosia, Cypern, men uppvuxen i Potámi, är en cypriotisk författare, lärare och journalist.
Solomou studerade arkeologi och historia vid Atens universitet varpå han under flera år arbetade som journalist vid en dagstidning. Vid sidan av sitt författarskap undervisar han i grekiska och historia på högstadienivå. Han mottog Europeiska unionens litteraturpris 2013 för sin roman Hμερολóγιο μιας απιστίας (En otrohetens dagbok) från 2013. Han har tidigare även mottagit bland annat den cypriotiska statens litteraturpris, och många av hans noveller har publicerats i olika tidskrifter.